# Michael Altinger

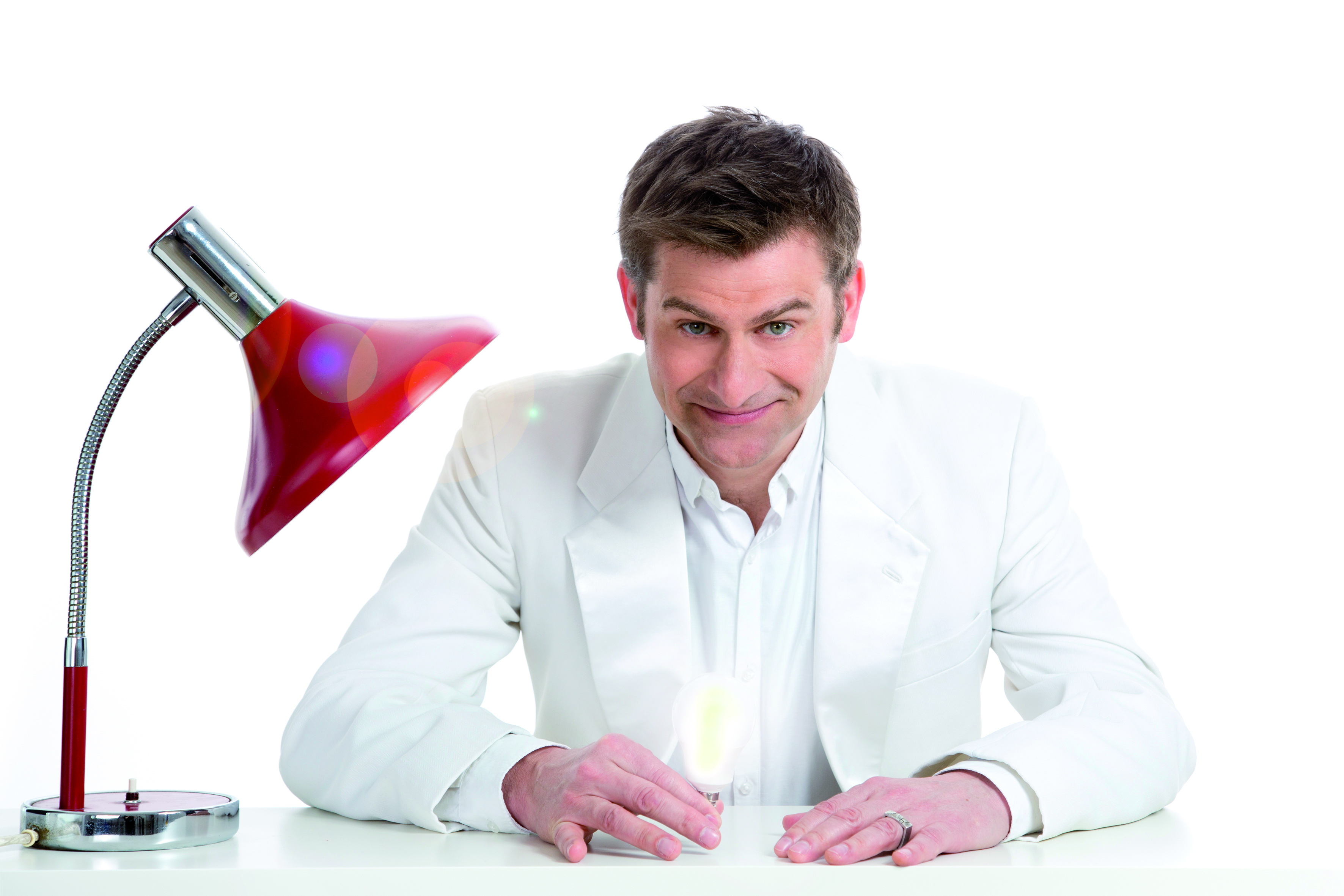
Michael Altinger (2016)

Michael Altinger (* 20. November 1970 in Landshut) ist ein deutscher Kabarettist und Autor.

## Leben
Schon früh zog es den gebürtigen Niederbayern zur Bühne, seine Karriere als Kabarettist begann der diplomierte Sozialpädagoge 1995. Seitdem sind mehrere Bühnenprogramme entstanden, die er zusammen mit Martin Julius Faber als Altinger & Band präsentiert. Im November 2007 feierte sein  Bühnenprogramm Der entscheidende Tor Premiere.
Von 2000 bis 2011 war Michael Altinger als Darsteller und Autor in der Comedyserie Die Komiker des Bayerischen Rundfunks tätig und war von 2002 bis 2003 Ensemblemitglied der Münchner Lach- und Schießgesellschaft. Neben Auftritten in Ottis Schlachthof, Grünwald Freitagscomedy, Neues aus der Anstalt, Die Anstalt, dem Scheibenwischer und beim Aschermittwoch der Kabarettisten war Altinger auch in kleineren Rollen in den Fernsehserien Die Rosenheim-Cops, München 7 und Der Kaiser von Schexing zu sehen. Seit April 2008 begrüßt Michael Altinger, anfangs in der Kulisse der Münchener Badeanstalt, nun im Münchener Kesselhaus, Gäste und Kabarettkollegen in der Sendung Altinger mittendrin im Bayerischen Fernsehen. Ab Mai 2012 war er als Stammgast regelmäßig in der Kabarett-Sendung Ottis Schlachthof an der Seite von Ottfried Fischer im Bayerischen Fernsehen zu sehen, nach deren Einstellung übernahm er im März 2013 zusammen mit Christian Springer die Moderation der Nachfolgesendung Schlachthof.
2008 präsentierte Altinger zusammen mit Alexander Liegl das Programm Platzende Hirsche. Im gleichen Jahr tourten Altinger und Liegl mit dem Programm Tote zählen keine Schafe. 2009 traten Altinger & Band am 18. Arosa Humor-Festival auf. Altingers aktuelles Bühnenprogramm Hell feierte im November 2016 Premiere.
2015 moderierte er zusammen mit Christian Springer die Verleihung des Bayerischen Fernsehpreises.
Seit Mai 2021 tourt er mit dem Musiker Andreas Rother.
Seit Juli 2023 hat er zusammen mit Alexander Liegl den Podcast Rampensäue, frisch geschlachtet!

## Kritiken
„[…] Zwei Charaktere wie sie unterschiedlicher nicht sein könnten treffen sich hier auf der Bühne und entfachen mit ihrer Improvisationslust und Spielfreude ein Feuerwerk sprachlicher und schauspielerischer Humor-Höhepunkte. Ein Abend, der das Können beider Künstler nicht einfach nur verdoppelt, sondern glatt vervielfacht.“

## Filmografie (Auswahl)
- 2005: Die Rosenheim-Cops – Die zerbrochene Feder
- 2006: München 7
- 2009–2011: Der Kaiser von Schexing (Nebenrolle, 6 Folgen)
- 2016: In Our Country
- 2017: SOKO München: Handgeld

## Kabarettprogramme
- Wenn blöd, dann gscheit
- Mächtig
- Ich kanns mit alle
- Meine Heilige Familie
- Tote zählen keine Schafe (mit Alexander Liegl)
- Michael Altinger ist 'Der entscheidende Tor'
- Schöner Arsch
- Das Ende vom Ich
- Platzende Hirsche (mit Alexander Liegl)
- Ich sag`s lieber direkt
- Röhr Du!
- Bekannt und verzogen (Schulprogramm)
- Hell
- Halali! Die besten Nummern der letzten Jagdausflüge (mit Alexander Liegl)
- Schlaglicht
- Auch das Christkind muss dran glauben (eine Lesung mit Musik)
- Rampensau ohne Bühne (eine Lesung mit Musik)
- Lichtblick

## Auszeichnungen
- 1995: Kabarett Kaktus mit Altinger & Band
- 1996: Passauer Scharfrichterbeil mit Altinger & Band
- 2001: Bayerischer Kabarettpreis – Senkrechtstarterpreis
- 2007: Deutscher Kabarettpreis – Programmpreis, gemeinsam mit Alexander Liegl
- 2017: Bayerischer Kabarettpreis (Hauptpreis)

## Bücher (Auswahl)
- 2020: Rampensau ohne Bühne. Battenberg Gietl Verlag, Regenstauf. ISBN 978-3-95587-723-1.
- 2019: Auch das Christkind muss dran glauben. Ein total verlogenes autobiografisches Weihnachtsbuch. Battenberg Gietl Verlag, Regenstauf. ISBN 978-3-86646-741-5.